# Llengua aglutinant
Una llengua aglutinant és aquella que forma els seus mots per encadenat o combinació de morfemes. El terme aglutinant (derivat del llatí agglutinare 'enganxar, adherir') el va introduir el filòsof i lingüista alemany Wilhelm von Humboldt l'any 1836, per tal de classificar les llengües des d'un punt de vista morfològic. Els altres grups que establí són el de llengües analítiques i el de llengües flexives.
Les llengües aglutinants són un tipus de llengua sintètica en què cada afix representa una unitat de significat (com ara diminutiu, pretèrit, plural…). Cada un d'aquests morfemes roman inalterat després de la seva unió. Les llengües aglutinants tenen generalment una categoria gramatical per afix mentre que els idiomes fusionals en tenen múltiples. La distinció entre llengua aglutinant i llengua fusional, de tota manera, no és sempre clara. Hom podria parlar d'un continu en el qual, entre ambdós extrems (aglutinació i fusió), hi ha llengües diverses que tendeixen a l'un o a l'altre. Les llengües sintètiques no aglutinants són llenguatges fusionals; morfològicament, combinen els afixos, modificant-los dràsticament en el procés i unint diversos significats en un sol morfema. Un llenguatge sintètic pot utilitzar l'aglutinació morfològica combinada amb l'ús parcial de funcions fusionals, per exemple, en el seu sistema de casos (alemany, holandès i persa).
Les llengües aglutinants tendeixen a tenir una alta taxa d'afixos o morfemes per paraula, i ser molt regulars, en particular amb molt pocs verbs irregulars. Per exemple, el japonès té molt pocs verbs irregulars, només dos són significativament irregulars, i només hi ha una desena d'altres verbs amb irregularitats menors; El ganda només té un verb irregular (o dos, depenent de com es defineixi "irregular"); mentre que en els idiomes quechua, tots els verbs corrents són regulars. En turc, només hi ha un substantiu irregular (su, que significa aigua), i no hi ha verbs irregulars que no siguin els verbs copulatius,amb dues partícules existencials. El coreà només té deu formes de conjugació irregulars. El georgià és una excepció, ja que és altament aglutinant (amb fins a vuit morfemes per paraula), però té un nombre significatiu de verbs irregulars amb diferents graus d'irregularitat.
Exemples de llengües aglutinants són les llengües uralianes, les llengües altaiques, el basc, el japonès, el coreà, les llengües dravídiques, l'inuktitut o esquimal, el suahili, l'esperanto i algunes llengües mesoamericanes com ara el nàhuatl, l'huastec i el totonaca. També eren aglutinants, a l'Edat antiga, llengües com el sumeri o l'elamita.

## Exemples
Alguns exemples d'idiomes aglutinants serien els següents:
- Llengües algonquianes, en especial el Cree i el blackfoot.
- Llengües atapascanes
- Llengües austronèsies
- Llengües bantus (vegeu ganda)
- Llengües amazigues
- Llengües dravídiques, les més destacades d'aquest grup són el tàmil, kanarès, telugu, malaiàlam i tulu
- Llengües esquimoaleutianes, com l'aleutià, inuktitut, i iupik.
- Llengües igbo
- Idioma japonès
- Llengües kartvelianes
- Coreà
- Llengües mongòliques
- Llengües muskogi
- Llengües caucàsiques del nord-est i Llengües caucàsiques del nord-oest
- Llengües quítxua i aimara
- Llengües siouan, com el lakota i el yuchi
- algunes llengües mesoamericanes i llengües natives d'Amèrica del Nord incloent el nàhuatl, el huastec i el salish
- moltes llengües tibetobirmanes
- Llengües manxú-tungús
- Llengües turqueses, és a dir, turc, àzeri, uzbek, kazakh, uigur, turkmen, tàtar, kirguís], sakhà (iakut), baixkir, txuvaix, afxar
- Llengües uralianes, com el finès o l'hongarès